# クニフェ
クニフェ（Cunife）は、銅（Cu）とニッケル（Ni）と鉄（Fe）の合金で、化学式から命名された合金の商標である。（このような名前の合金は、ニクロム、アルニコなどがある。）
線膨張係数が、ある種のガラスとほぼ同じなので、電球・真空管のリード線の材料として用いられる。
60%Cu-20%Ni-20%Fe(mass%)の組成の合金は773K（500℃）でスピノーダル分解を示す。